# موسي قية أبوالحسن (أوجان الغربي)
موسی قیة أبوالحسن (بالفارسية: موسی‌قیه ابوالحسن) هي منطقة سكنية تقع في إيران في قسم أوجان الغربي الريفي. يقدر عدد سكانها بـ 218 نسمة .